# Leptasterias canuti
Leptasterias canuti är en sjöstjärneart som beskrevs av Heding 1936. Leptasterias canuti ingår i släktet Leptasterias och familjen trollsjöstjärnor. Inga underarter finns listade i Catalogue of Life.